# Byron Haskin
 (juin 2019).
Si vous disposez d'ouvrages ou d'articles de référence ou si vous connaissez des sites web de qualité traitant du thème abordé ici, merci de compléter l'article en donnant les références utiles à sa vérifiabilité et en les liant à la section « Notes et références ».
Byron Haskin est un réalisateur de cinéma, directeur de la photographie, scénariste et technicien d'effets spéciaux américain, né le 22 avril 1899 à Portland (Oregon) et mort le 16 avril 1984 à Montecito (Californie).
Il a été nommé quatre fois consécutivement pour l'Oscar des meilleurs effets visuels entre 1940 et 1943, après avoir reçu en 1939 un Oscar pour une contribution technique.

## Biographie
Byron Conrad Haskin naît le 22 avril 1899 à Portland, dans l'Oregon.
Il participe à la Première Guerre mondiale.
Après des études à Berkeley, Haskin commence à travailler comme caricaturiste pour un journal. À partir de 1920, il devient caméraman sur des documentaires et des films publicitaires pour des sociétés de production comme Pathé et Newsreel. Il parvient au poste de directeur adjoint chez Selznick International Pictures. À l'époque du cinéma muet il a contribué au développement d'effets spéciaux, et s'intéressera aux techniques de réalisation au début du parlant. En tant que réalisateur, il a également été directeur de la photographie sur le film muet Don Juan, où il collaborera avec les acteurs hollywoodiens John Barrymore, Mary Astor, Myrna Loy, ou même les futurs célébrités Warner Oland et Charlie Chan.
Dès la fin des années 1920, Haskin devient réalisateur chez Warner Bros. et, après un voyage en Angleterre, y devient directeur du département des effets spéciaux. Haskins travaille dans ce secteur sur 50 films, notamment sur la comédie noire Arsenic et Vieilles Dentelles (Arsenic and Old Lace) en 1944 avec Cary Grant, Raymond Massey et Peter Lorre.
Il réalise en 1950 la première adaptation en prise de vue réelle des studios de Walt Disney, celle de L'Île au trésor (Treasure Island) avec Bobby Driscoll dans le rôle de Jim Hawkins et Robert Newton en Long John Silver. Un an plus tard il travaille au côté de Lex Barker sur Tarzan et la Reine de la jungle (en) (Tarzan's Peril). En 1954, il retrouve Robert Newton en tant que Long John Silver dans Le Pirate des mers du Sud (Long John Silver), une suite de L'Île au Trésor. L'élaboration du personnage avec un accent irlandais devient la source d'inspiration de nombreux rôles de pirates au cinéma.
Au milieu des années 1950, Haskin entame une collaboration à succès avec le producteur George Pal. Pour lui, il dirige le classique de science-fiction La Guerre des mondes, adapté du roman classique de H. G. Wells. Le film remporte en 1954 le prix Hugo du meilleur film dramatique et l'Oscar des meilleurs effets spéciaux. En 1954, Haskin filme George Pal pour Quand la marabunta gronde (The Naked Jungle) puis il réalise en 1955 le film de science-fiction La Conquête de l'espace (Conquest of Space).
Haskins introduit même les premiers effets spéciaux 3D à Hollywood, même si l'époque ne lui permet pas d'exploiter ces techniques. En 1960, il réalise Storm September (en), un film en format CinemaScope et en 3D.
En 1964, Haskins crée un autre classique de la science-fiction, Robinson Crusoé sur Mars, dérivé du roman de Daniel Defoe. Haskins travaill aussi pour le petit écran ; il s'implique notamment dans la série Au-delà du réel (Outer Limits) ainsi que dans l'épisode pilote de la première série Star Trek, La Cage, comme producteur en 1966.
Byron Haskin meurt peu de temps avant son 85e anniversaire.

## Filmographie

### Comme réalisateur
- 1927 : Ginsberg the Great (en)
- 1927 : Matinee Ladies (en)
- 1927 : Irish Hearts (en)
- 1927 : Supplice de femme (The Siren)
- 1943 : Convoi vers la Russie (Action in the North Atlantic) de Lloyd Bacon
- 1948 : L'Homme aux abois (I Walk Alone)
- 1948 : Man-Eater of Kumaon (en)
- 1949 : La Tigresse (Too Late for Tears)
- 1950 : L'Île au trésor (Treasure Island)
- 1951 : Tarzan et la Reine de la jungle (en) (Tarzan's Peril)
- 1951 : Le Sentier de l'enfer (Warpath)
- 1951 : La Ville d'argent (Silver City)
- 1952 : Les Rivaux du rail (Denver and Rio Grande)
- 1953 : La Guerre des mondes (The War of the Worlds)
- 1954 : Le Roi des îles (His Majesty O'Keefe)
- 1954 : Quand la marabunta gronde (The Naked Jungle)
- 1954 : Le Pirate des mers du Sud (Long John Silver)
- 1955 : La Conquête de l'espace (Conquest of Space)
- 1956 : Attaque à l'aube (en) (The First Texan)
- 1956 : The Boss (en)
- 1958 : De la Terre à la Lune (From the Earth to the Moon)
- 1959 : Little Savage (en)
- 1959 : Bagarre au-dessus de l'Atlantique (Jet Over the Atlantic)
- 1960 : Storm September (en)
- 1961 : L'Espionne des Ardennes (Armored Command)
- 1963 : Capitaine Sinbad
- 1964 : Robinson Crusoé sur Mars (Robinson Crusoe on Mars)
- 1968 : La Guerre des cerveaux (The Power)

### Comme directeur de la photographie
- 1922 : La Fille du pirate (Hurricane's Gal)
- 1922 : The World's a Stage (en)
- 1922 : La Chaîne brisée (Broken Chains)
- 1923 : Slander the Woman (en)
- 1925 : Une affaire mystérieuse (en)
- 1925 : His Majesty, Bunker Bean (en)
- 1925 : Bobbed Hair
- 1925 : Where the Worst Begins (en)
- 1925 : The Golden Cocoon (en)
- 1926 : Jim le harponneur (The Sea Beast) de Millard Webb
- 1926 : Don Juan
- 1926 : Millionaires (en)
- 1926 : Marquita l'espionne (Across the Pacific) de Roy Del Ruth
- 1927 : Wolf's Clothing (en)
- 1927 : Le Roman de Manon
- 1928 : Caught in the Fog (en)
- 1928 : Le Fou chantant (The Singing Fool) de Lloyd Bacon
- 1928 : En cour d'assises (On Trial) de Archie Mayo
- 1929 : The Redeeming Sin
- 1929 : Glad Rag Doll (en)
- 1929 : Madonna of Avenue A (en)
- 1931 : The Deadline (en)
- 1931 : The Guilty Generation
- 1932 : It's Tough to Be Famous
- 1934 : As the Earth Turns (en)
- 1934 : Side Streets (en)
- 1935 : Furie noire (Black Fury)
- 1935 : Little Big Shot
- 1935 : Personal Maid's Secret (en) d'Arthur Greville Collins
- 1936 : Stage Struck (en) de Busby Berkeley
- 1937 : La Lumière verte

### Comme scénariste
- 1969 : The Great Sex War

### Comme technicien d'effets spéciaux
- 1939 : En surveillance spéciale (Invisible Stripes de Lloyd Bacon
- 1942 : Griffes jaunes (Across the Pacific) de   John Huston
- 1942 : Les Chevaliers du ciel (Captains of the Clouds) de Michael Curtiz